# Sporting Wijchmaal
Sporting Wijchmaal is een Belgische voetbalclub uit Wijchmaal. De club is aangesloten bij de KBVB met stamnummer 6812 en heeft rood-zwart als clubkleuren. Sinds 1965 speelt de club onafgebroken in de provinciale reeksen. Sporting Wijchmaal speelt haar thuiswedstrijden in het Sportpark Den Dyk in de Sportlaan.

## Geschiedenis
Aanvankelijk speelde in Wijchmaal voetbalclub Wijchmaal VV (Voetbalvereeniging De Lustige Makkers Wijchmaal) met stamnummer 2633. De club speelde twee officiële seizoenen: 1938/39 (Derde Provinciale B) en 1939/40 (Tweede Gewestelijke B). Door de Tweede Wereldoorlog werd er na 1940 niet meer gevoetbald in Wijchmaal en op 10 augustus 1946 werd de club geschrapt.
In 1964 werd de huidige club in het leven geroepen door een paar supporters van Beringen FC, die een eigen club wilden oprichten. Men koos de naam Sporting Wijchmaal en de clubkleuren werden dezelfde als deze van Beringen FC, namelijk rood met zwart. De club speelde in 1964 in de Liefhebbersbond. In het seizoen 1964/1965 werd de club toegelaten in de reservereeks van de KBVB. Hier werd men het eerste jaar al kampioen. Op 3 juli 1965 kreeg men stamnummer 6812 toegekend en in 1965/66 mocht men van start gaan in Derde Provinciale.
Wijchmaal wist zich in Derde Provinciale te handhaven tot men in 1973 zakte naar Vierde Provinciale. In het seizoen 1975/76 werd de club voor het eerst kampioen in de provinciale reeksen en promoveerde terug naar Derde Provinciale. Dit tweede verblijf was echter van korte duur want in 1978 daalde men voor een seizoen terug naar Vierde. Wijchmaal promoveerde weer, maar aan het einde van het seizoen 1981/82 degradeerde opnieuw en verbleef voor 7 seizoenen in de laagste provinciale reeks. Na een tweede plaats in het seizoen 1988/89 promoveerde de club opnieuw naar Derde Provinciale.
In 1997 zakte de club voor het laatst naar Vierde Provinciale. Dankzij de titel, een jaar later op Sparta Lille, promoveerde de club opnieuw. In 2005 wist Wijchmaal, via de eindronde, promotie af te dwingen naar Tweede Provinciale. Het eerste verblijf in Tweede Provinciale was echter van korte duur, want een jaar volgde opnieuw degradatie.
In het seizoen 2010/11 speelde Wijchmaal voor het eerst kampioen in Derde Provinciale en promoveerde het voor de tweede maal in de clubgeschiedenis naar Tweede Provinciale, waar het in het seizoen 2011/12 voor het eerst wist stand te houden. Ook deze keer was het verblijf in Tweede Provinciale van korte duur, in de eindronde voor degradatie moest Sporting Wijchmaal de overwinning na twee wedstrijden aan Bilzen laten. Sporting Wijchmaal komt in het huidige seizoen seizoen 2013/14 opnieuw uit in de Derde Provinciale.
In 2014 bestaat de club 50 jaar en zal het de naam 'Koninklijke' met trots mogen dragen.

## Erelijst

### Provinciaal
Derde provinciale Limburg
Kampioen (1): 2011
Vierde provinciale Limburg
Kampioen (2): 1976, 1998